# Apalacris
Apalacris is een geslacht van rechtvleugeligen uit de familie veldsprinkhanen (Acrididae). De wetenschappelijke naam van dit geslacht is voor het eerst geldig gepubliceerd in 1870 door Walker.

## Soorten
Het geslacht Apalacris omvat de volgende soorten:
- Apalacris annulipes Bolívar, 1890
- Apalacris antennata Liang, 1988
- Apalacris celebensis Willemse, 1936
- Apalacris cingulatipes Bolívar, 1898
- Apalacris contracta Walker, 1870
- Apalacris cyanoptera Stål, 1877
- Apalacris dupanglingensis Zheng & Fu, 2005
- Apalacris gracilis Willemse, 1936
- Apalacris incompleta Willemse, 1936
- Apalacris monticola Miller, 1932
- Apalacris nigrogeniculata Bi, 1984
- Apalacris pendleburyi Miller, 1932
- Apalacris splendens Willemse, 1930
- Apalacris tonkinensis Ramme, 1941
- Apalacris varicornis Walker, 1870
- Apalacris viridis Huang & Xia, 1985
- Apalacris xizangensis Bi, 1984